# Piet Jongeling
Pieter (Piet) Jongeling (Akkerwoude, gemeente Dantumadeel, 31 maart 1909 – Amersfoort, 26 augustus 1985) was een Nederlandse journalist, verzetsstrijder, politicus en kinderboekenschrijver. Kinderboeken schreef hij onder het pseudoniem Piet Prins.

## Journalistiek en verzet
Voor de Tweede Wereldoorlog werkte hij op de kwekerij van zijn grootvader en later als journalist voor de Nieuwe Provinciale Groninger Courant. Als journalist werkte hij soms onder pseudoniem als P. van Akkerwoude, A. Mos en G. le Clerq. Op 1 februari 1940 trouwde hij met Klaassina Heerema. Samen zouden zij vier zonen - waarvan er één jong overleed - en zes dochters krijgen.
Tijdens de eerste jaren van de oorlog was Jongeling actief in het verzet, bij de antirevolutionaire kadergroep. Deze groep gaf voorlichting over actuele vraagstukken. Vanaf april 1942 zat hij gevangen, eerst in het concentratiekamp Amersfoort, later in het concentratiekamp Sachsenhausen, 35 km ten noorden van Berlijn. Op 21 april 1945 werd hij een van de 33.000 betrokkenen in een dodenmars vanwege het oprukkende Rode leger. Eind april kwam hij vrij toen de Duitsers zich aan het einde van de oorlog overgaven. In 1945 keerde hij terug naar Groningen en werd hij hoofdredacteur van de Nieuwe Provinciale Groninger Courant. Tijdens zijn gevangenschap had zich in de Gereformeerde Kerken in Nederland de Vrijmaking voltrokken, waaruit de Gereformeerde Kerken vrijgemaakt waren ontstaan. Hij sloot zich bij dit kerkgenootschap aan. Na een conflict met de directie stapte hij op en werd hij hoofdredacteur van De Vrije Kerk. Later zou dit blad verdergaan onder de naam Gereformeerd Gezinsblad en weer later onder de naam Nederlands Dagblad. Deze publicatie ontwikkelde zich tot een spreekbuis van de 'vrijgemaakte zuil' in de toen nog sterk verzuilde Nederlandse samenleving.

## Politiek
In 1948 verruilde hij de Anti-Revolutionaire Partij voor het in dat jaar opgerichte Gereformeerd Politiek Verbond (GPV), dat nauw verbonden was aan de Gereformeerde Kerken vrijgemaakt. Namens die partij zat hij 14 jaar in de Tweede Kamer, van 1963 tot 1977. Al die tijd was hij fractievoorzitter, zij het tot 1971 van een eenmansfractie. Daarna kreeg hij versterking in de persoon van Bart Verbrugh, die in 1977 als eenmansfractie verder moest.
Als Kamerlid was Jongeling een pleitbezorger van de rechten van de Papoea's en de Molukkers, wier positie in het onafhankelijk geworden Indonesië moeilijk was en is. Ook was hij een trouw verdediger van het Huis van Oranje, de eigen verantwoordelijkheden van de regering en de Tweede Kamer en van het bestaansrecht van kleine politieke partijen. Jongeling keerde zich tegen de 'culturele revolutie' van de jaren zestig en zeventig en bestreed daarom uit alle macht de veranderende opvattingen over seksualiteit, de dreigende legalisering van abortus provocatus en de secularisering in het algemeen. In de buitenlandse politiek was hij anticommunistisch, trouw aan de NAVO en had begrip voor de apartheidspolitiek in Zuid-Afrika.

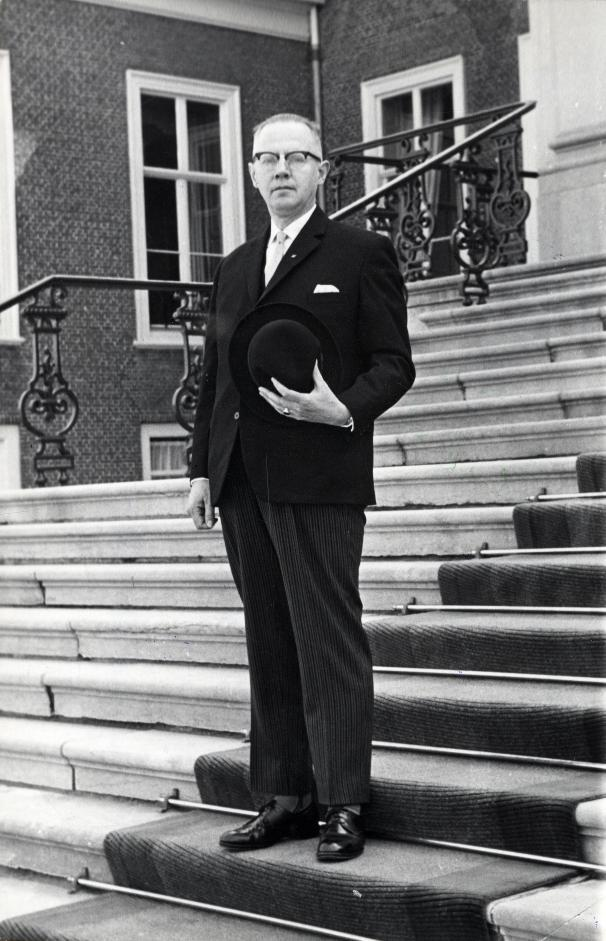
Als een van de adviseurs van de kleine partijen bij de koningin voor de kabinetsformatie van 1963
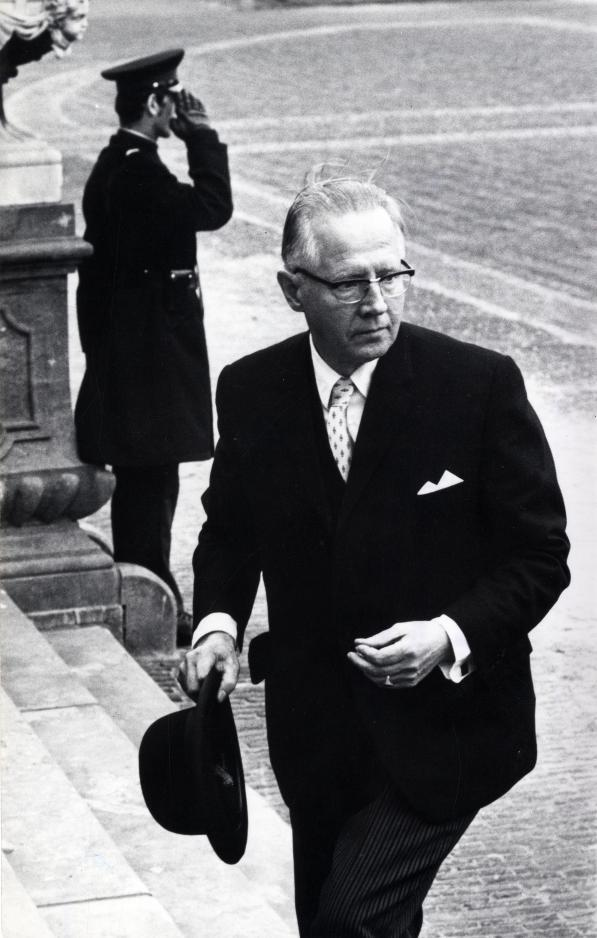
Bij de koningin tijdens de kabinetsformatie van 1972-73 na de crisis door DS'70 (december 1972)

In oktober / november 1972 gold hij in Den Haag als kandidaat-minister of staatssecretaris om zo het kabinet-Biesheuvel, waaruit DS70 was weggelopen, aan een nieuwe meerderheid te helpen. In plaats van een kabinet-Biesheuvel ii kwam er toen na vervroegde verkiezingen echter het kabinet-Den Uyl.

## Jeugdboeken
Onder het pseudoniem Piet Prins heeft Jongeling meer dan zestig boeken geschreven, met name voor de jeugd. Het bekendst is de negendelige jeugdboekenserie Snuf de hond, over een herdershond die allerlei spannende avonturen meemaakt. Deze serie werd verfilmd voor de Evangelische Omroep en heet Snuf de Hond in oorlogstijd. Ook schreef hij boeken over de oorlog, zoals de "Daan en Sietze"-serie (bestaande uit drie delen) en de vierdelige serie "Holland onder het hakenkruis", dat ook uitgegeven werd als omnibus. Verder nog de "Wambo"- serie (drie delen) die zich afspeelt in de huidige Indonesische provincie Papoea (het vroegere Nederlands-Nieuw-Guinea) en over hoe de christelijke zending daar gaat.
Andere bekende jeugdboeken van Piet Prins zijn De Vier Vrienden-serie (vijf delen), de Jeroen en Joost-serie (vier delen), de Sheltie-serie (bestaande uit drie delen) en de driedelige reeks De tirannie verdrijven over de Tachtigjarige Oorlog, later omgewerkt tot een vijfdelige stripreeks. Een aantal boeken is vertaald in het Engels zoals de Vier Vrienden-serie (als 'Four Adventurers'-serie); de Holland onder het hakenkruis-serie (als de 'Shadows'-serie) en 'Wambo' ('Wambu').
Piet Jongeling overleed op 76-jarige leeftijd.

## Trivia
- Drs. Jurn de Vries, voormalig Eerste Kamerlid voor de ChristenUnie, is gehuwd met een dochter van Jongeling;
- In 1972 stond Jongeling als klaverheer afgedrukt in een spel kaarten.

### Onder pseudoniem Piet Prins
- Snuf serie (9):
  - Snuf de hond
  - Snuf en het spookslot (oorspronkelijk: Het geheim van Valkenhorst)
  - Snuf en de jacht op Vliegende Volckert (oorspronkelijk: De jacht op Vliegende Volckert)
  - Snuf en de ijsvogel (oorspronkelijk: De zwerftocht van de ijsvogel)
  - Snuf en de geheime schuilplaats
  - Snuf en de verre voetreis
  - Snuf en de verborgen schat (oorspronkelijk: De verborgen schat)
  - Snuf en de zwarte toren
  - Snuf en de luchtpostbrief
- Daan en Sietze serie (3):
  - Daan en Sietze helpen de verzetsgroep
  - Daan en Sietze duiken onder
  - Daan en Sietze vechten voor de vrijheid
- Wambo serie (3):
  - Wambo, de jonge Papoea
  - Wambo, de zwarte zwerver
  - Wambo vindt het geluk
- Het gouden sieraad (boekenweekgeschenk)
- Holland onder het hakenkruis serie (5):
  - In nacht en stormgebruis (voorloper)
  - Noodweer over Nederland (deel 1)
  - Vervolgd door de vijand (deel 2)
  - Vechters voor de vrijheid (deel 3)
  - Van strijd en overwinning (deel 4)
- Jeroen en Joost serie (4):
  - Jeroen en Joost als boekaniers
  - Jeroen en Joost als kapers op de wilde kust
  - Jeroen en Joost als zeeverkenners
  - Jeroen en Joost op avontuur
- In nacht en stormgebruis (nieuwe versie deel I)
- Holland onder het hakenkruis (nieuwe versie deel II Omnibus)
- Wapens in de winternacht
- Het raadsel van Ruygemoor
- Vier vrienden serie (5):
  - Vier vrienden en een vigilante
  - Vier vrienden op Overlaar (oorspronkelijk: Onrust op Overlaar)
  - Vier vrienden op de Kloosterhoeve
  - Vier vrienden op het speurderspad
  - Vier vrienden en de Grauwe Griezel
- Jack en Sheltie serie (3):
  - Jack en Sheltie
  - Speurtocht naar Sheltie
  - Sheltie en de smokkelaars
- Verdwaald in de wildernis
- De stad die stand hield
- Vechters op de Veluwe
- De wonderlijke reis van Sjoerd Douwema
- Onder de geuzenvlag
- Om het hart van Holland
- Toen de morgen kwam
- De tirannie verdrijven
- Jeugdland serie (10):
  - Rob en Roland
  - Rob en Roland op de boerderij
  - De bengels van Berkenhof
  - Joop en de jager
  - Het zonnige eiland
  - Tussen Wad en Noorderstrand
  - Door de Poolzee naar de Peperlanden
  - De sprinkhanen komen
  - Anak, de jonge eskimo
  - Joessoef vindt een grote schat

### Onder eigen naam
- 14 jaar in de Tweede Kamer, 1963-1977. Amsterdam, Bolland, 1977. ISBN 90-70057-53-0